# 娜奥米·范阿斯
娜奥米·范阿斯（荷蘭語：Naomi van As，1983年7月26日—），荷兰女子曲棍球运动员。她曾代表荷兰参加2008年、2012年和2016年夏季奥林匹克运动会曲棍球比赛，共获得二枚金牌和一枚银牌。